# Amatori Hockey Lodi 1983-1984
Questa voce raccoglie le informazioni riguardanti l'Amatori Hockey Lodi nelle competizioni ufficiali della stagione 1983-1984.

## Maglie e sponsor
Lo sponsor ufficiale per la stagione 1983-1984 fu Banca Popolare di Lodi.
| 1ª divisa |

## Organigramma societario
- Presidente: Gianni Carminati
- Direttore sportivo: Angelo Brasca

## Organico

### Giocatori
| N° | Naz.                 | Ruolo | Sportivo            |  |  |  |
| -- | -------------------- | ----- | ------------------- |  |  |  |
|    | Italia (bandiera)    | P     | Gianfranco Pasquali |  |  |  |
|    | Italia (bandiera)    | P     | Alessandro Ricci    |  |  |  |
|    | Italia (bandiera)    | P     | Roberto Saccò       |  |  |  |
|    | Italia (bandiera)    | E     | Aldo Belli          |  |  |  |
|    | Italia (bandiera)    | E     | Danilo Campolungo   |  |  |  |
|    | Italia (bandiera)    | E     | Roberto Citterio    |  |  |  |
|    | Argentina (bandiera) | E     | Carlos Coria        |  |  |  |
|    | Italia (bandiera)    | E     | Giancarlo Fantozzi  |  |  |  |
|    | Italia (bandiera)    | E     | Virgilio Ghizzoni   |  |  |  |
|    | Italia (bandiera)    | E     | Danilo Nava         |  |  |  |
|    | Italia (bandiera)    | E     | Fabio Rizzitelli    |  |  |  |